# Glass Spider
Glass Spider is een concertfilm van de Britse muzikant David Bowie, gefilmd tijdens zijn Glass Spider Tour in het Sydney Entertainment Centre op 7 en 9 november 1987. Deze tournee werd gehouden ter support van zijn album Never Let Me Down. De tour trok veel publiek en maakte veel winst, maar werd gezien als een artistieke flop door de critici.
De film verscheen oorspronkelijk op VHS in 1988. Een tot 1 uur teruggebrachte versie werd uitgezonden op de Amerikaanse tv-zender ABC in juni 1988. In 2007 werd de film opnieuw uitgebracht op dvd. Deze versie bevat hetzelfde concert als op de VHS, maar bevat ook een dubbel-cd van Bowie's optreden in het Montreal Olympic Stadium op 30 augustus 1987.
Het concert werd in 2008 onofficieel op cd uitgebracht onder de naam Glass Spider Live.

## Tracklijst
- Alle nummers geschreven door Bowie, tenzij anders genoteerd.

### VHS (1988)
- Alhoewel niet genoteerd op de VHS, bevat de video wel "Intro/Up the Hill Backwards" als openingstrack.

1. "Glass Spider"
2. "Day-In Day-Out"
3. "Bang Bang" (Iggy Pop/Ivan Kral)
4. "Absolute Beginners"
5. "Loving the Alien"
6. "China Girl" (Bowie/Pop)
7. "Rebel Rebel"
8. "Fashion"
9. "Never Let Me Down" (Bowie/Carlos Alomar)
10. ""Heroes"" (Bowie/Brian Eno)
11. "Sons of the Silent Age"
12. "Young Americans/Band Introduction"
13. "The Jean Genie"
14. "Let's Dance"
15. "Time"
16. "Fame" (Bowie/John Lennon/Alomar)
17. "Blue Jean"
18. "I Wanna Be Your Dog" (Pop/Ron Asheton/Scott Asheton/David Alexander)
19. "White Light/White Heat" (Lou Reed)
20. "Modern Love"

### Dvd (2007)
1. "Intro/Up the Hill Backwards"
2. "Glass Spider"
3. "Day-In Day-Out"
4. "Bang Bang" (Pop/Kral)
5. "Absolute Beginners"
6. "Loving the Alien"
7. "China Girl" (Bowie/Pop)
8. "Rebel Rebel"
9. "Fashion"
10. "Never Let Me Down" (Bowie/Alomar)
11. ""Heroes"" (Bowie/Eno)
12. "Sons of the Silent Age"
13. "Band Introduction"
14. "Young Americans"
15. "The Jean Genie"
16. "Let's Dance"
17. "Time"
18. "Fame" (Bowie/Lennon/Alomar)
19. "Blue Jean"
20. "I Wanna Be Your Dog" (Pop/R. Asheton/S. Asheton/Alexander)
21. "White Light/White Heat" (Reed)
22. "Modern Love"

### Speciale cd (2007)
Disc 1
1. "Intro/Up the Hill Backwards"
2. "Glass Spider"
3. "Day-In Day-Out"
4. "Bang Bang" (Pop/Kral)
5. "Absolute Beginners"
6. "Loving the Alien"
7. "China Girl" (Bowie/Pop)
8. "Rebel Rebel"
9. "Fashion"
10. "Scary Monsters (and Super Creeps)"
11. "All the Madmen"
12. "Never Let Me Down" (Bowie/Alomar)

Disc 2
1. "Big Brother/Chant of the Ever-Circling Skeletal Family"
2. "87 and Cry"
3. ""Heroes"" (Bowie/Eno)
4. "Sons of the Silent Age"
5. "Time Will Crawl"
6. "Young Americans"
7. "Beat of Your Drum"
8. "The Jean Genie"
9. "Let's Dance"
10. "Fame" (Bowie/Lennon/Alomar)
11. "Time"
12. "Blue Jean"
13. "Modern Love"

## Credits
Musici
- David Bowie: zang
- Carlos Alomar: gitaar, achtergrondzang
- Alan Childs: drums
- Richard Cottle: keyboards, saxofoon, tamboerijn, achtergrondzang
- Peter Frampton: gitaar, achtergrondzang
- Erdal Kizilcay: keyboards, trompet, conga, viool, achtergrondzang
- Carmine Rojas: basgitaar, achtergrondzang
- Charlie Sexton: gitaar, achtergrondzang

Dansers
- Melissa Hurley
- Viktor Manoel
- Constance Marie
- Stephen Nichols
- Craig Allen Rothwell ("Spazz Attack")

Overig
- David Mallet: regisseur
- Anthony Eaton: producer
- Toni Basil: choreografie
- David Richards: audiomix